# Pimelodella breviceps
Pimelodella breviceps är en fiskart som först beskrevs av Kner, 1858.  Pimelodella breviceps ingår i släktet Pimelodella och familjen Heptapteridae. Inga underarter finns listade i Catalogue of Life.